# Riber Ret
 For alternative betydninger, se Riber Ret (flertydig). (Se også artikler, som begynder med Riber Ret)
Riber Ret var en lov gældende for Ribe. Udgangspunktet var en afskrift af retten fra Lübeck, der kom til Ribe via Tønder Der er dog langt fra tale om en kopi af udskriften fra Lübeck. Denne blev renskrevet og tilpasset gamle retssædvaner, byens ældre privilegier og Jyske Lov.
Loven blev udstedt 26. juni 1269 af Erik 5. Klipping på danehoffet i Nyborg.
I forhold til Jyske Lov udviste Riber Ret større strenghed i sine straffe for sår og drab, f.eks. åbnede Jyske Lov mulighed for at dømme en forbryder fredløs, hvor Riber Ret idømte dødsstraf.
København, Roskilde og Lund havde også egen lovgivning. Men Ribes love var mere udførlige.

## Strengere straffe
For at understrege grundigheden og vigtigheden i loven, og de strengere straffe, blev der skrevet i fortale for loven: "at retsindige Mænd skal nyde deres ret og fred og de fule og uretvise ræddes fra at fuldkomme deres ondskab, og at loven skal være ærlig, retfærdig og tålelig«, er Riber-Retten skreven, og den kælling, der ønskede sin søn til lykke med galgen i Varde, har næppe haft noget særligt kendskab til Riber-Retten, der rigtignok også var skreven på latin og temmelig lang."
Som årene er gået, er dette blevet omskrevet, genfortalt som talemåde, der nu lyder:
"Tak du din Gud, min søn, sagde kællingen, at du ikke kom for Riber Ret" – hun så sin søn hænge i Varde galge ved Tinghøj.[kilde mangler]
Den oprindelige Riber Ret indeholdt 60 artikler, som øgedes. Det originale pergamentsblad med loven skrevet på begge sider opbevares på Det Kongelige Bibliotek.
Der findes en eksemplar af Riber-Ret på museet på Det Gamle Rådhus.